# Frankfurter Weihnachtsmarkt
De Frankfurter Weihnachtsmarkt (voorheen ook Christkindchesmarkt genaamd) vindt jaarlijks plaats tijdens de advent in de Altstadt van Frankfurt am Main. Met zo'n 3 miljoen bezoekers per jaar is het een van de grootste kerstmarkten van Duitsland en een van de hoogtepunten in de jaarlijkse evenementenkalender van de stad. De markt begint ten vroegste de maandag voor de eerste advent en eindigt altijd op 22 december.

## Geschiedenis

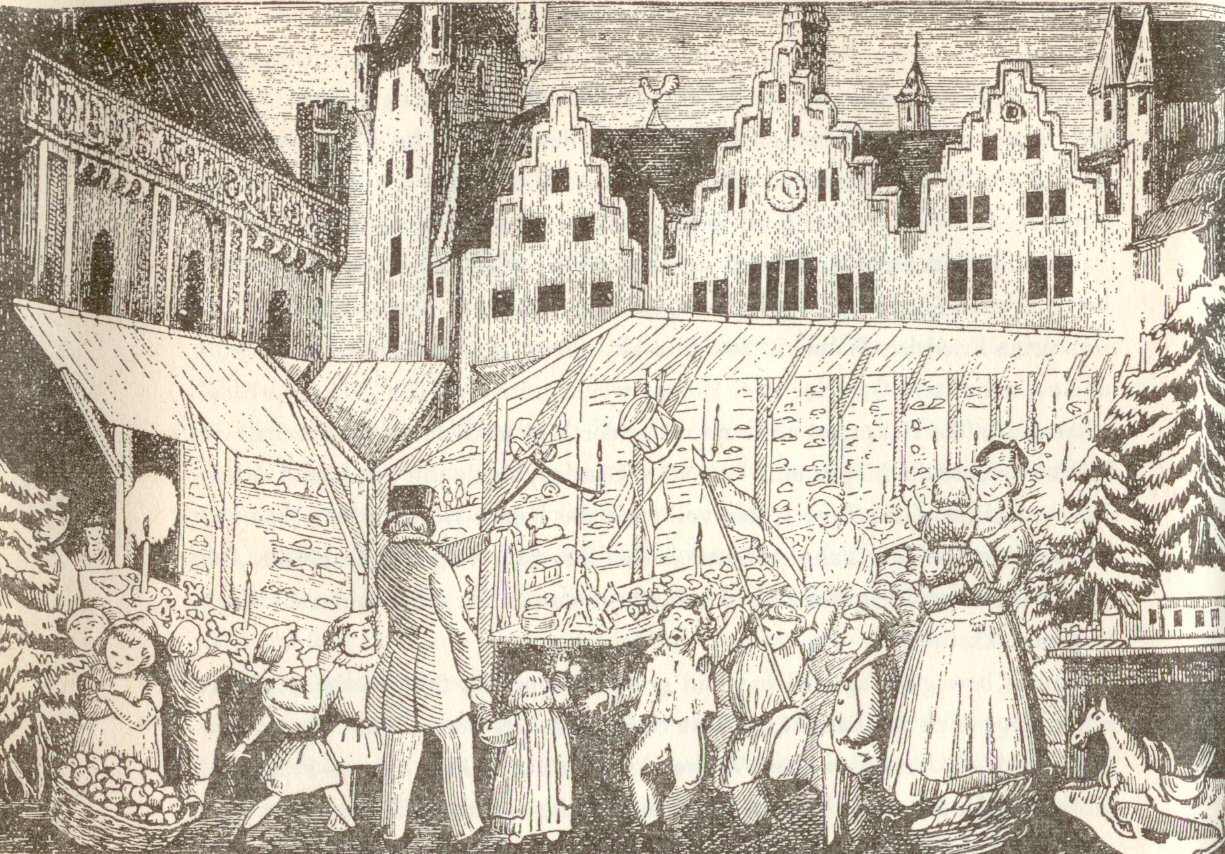
Kerstmarkt omstreeks 1851

Reeds in 1393 werd er een kerstmarkt gehouden in de stad. Het kerstfeest in de middeleeuwen had destijds niet dezelfde folkloristische betekenis als nu. Bij de kerstmarkt kregen de burgers de mogelijk zich het nodige aan te schaffen om de koude winter door te komen. In tegenstelling tot de beurzen die in Frankfurt op de Römerberg plaatsvonden, mochten met de kerstmarkt geen standhouders van buiten de stad komen, enkel inwoners van Frankfurt mochten een standje uitbaten. Er werden in de middeleeuwen ook mysteriespelen opgevoerd.
In de negentiende eeuw nam de markt langzaam de huidige vorm aan. Het werd gebruikelijk om een kerstboom op te zetten en te versieren. Na de verwoesting van de stad tijdens de Tweede Wereldoorlog vond de markt op wisselende plaatsen in de stad plaats. Sinds de jaren zeventig vindt de markt opnieuw plaats op de Römerberg.  Sinds de wederopbouw van het oostelijke deel van de Römerberg begin jaren tachtig is de kerstmarkt meer en meer een toeristenattractie geworden.

## Huidige markt

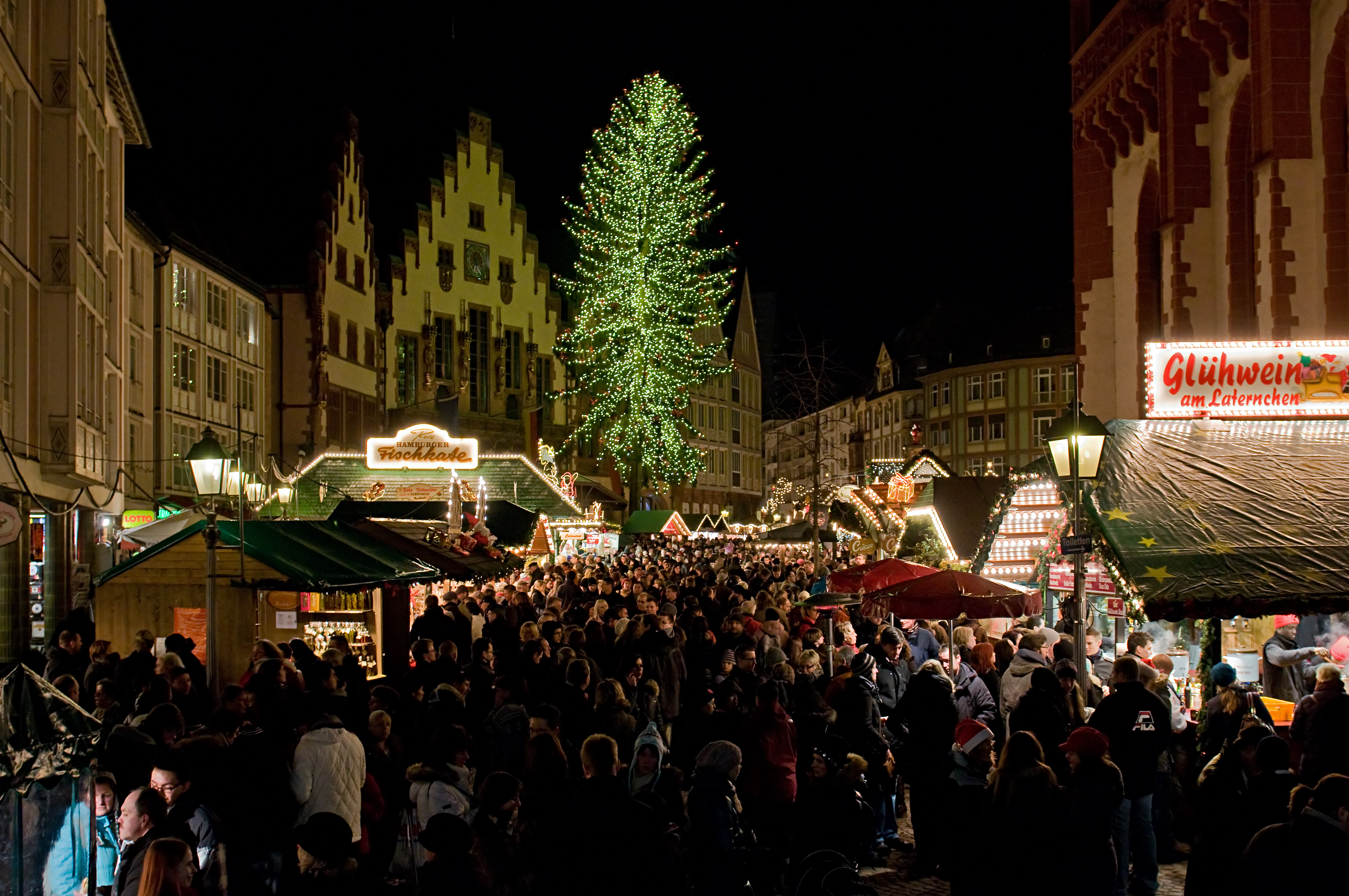
De kerstmarkt in 2010.

De markt is de Römerberg ontgroeid. Ze strekt zich uit van de Hauptwache over de Zeil, de Liebfrauenberg, Neue Kräme, de Paulsplatz, Römerberg, de Fahrtor tot aan de Mainaki. Er zijn meer dan 200 standen met eten, drank en traditionele kerstartikelen. In 2001 begon de Britse stad Birmingham ook met een kerstmarkt naar Frankfurter model, de Frankfurt Christmas Market Birmingham, die klein begon en ook miljoenen bezoekers trekt. Ook in andere steden in het Verenigd Koninkrijk zijn er inmiddels Frankfurter kerstmarkten.